# Le Cloître-Saint-Thégonnec
Le Cloître-Saint-Thégonnec [lə klwatʁ sɛ̃ tegɔnɛk] (en breton : Ar C'hloastr-Plourin), est une commune du département du Finistère, dans la région Bretagne, en France.

## Géographie
La commune, située à 12 km au sud de Morlaix, a des altitudes comprises entre 300 m et 100 m, le bourg se trouvant vers 210 mètres d'altitude. La commune est située dans la partie orientale des monts d'Arrée et fait partie du parc naturel régional d'Armorique.
| Pleyber-Christ  | Plourin-lès-Morlaix        |            |
| Plounéour-Ménez | du Cloître-Saint-Thégonnec | Plougonven |
|                 | Berrien                    | Scrignac   |

Le territoire communal, très vallonné, est situé sur le versant nord des monts d'Arrée, allant des rochers du Cragou  et de la roche Saint-Barnabé, connue en breton sous le nom ar Beg Lemm (littéralement « le bec acéré ») qui est le point culminant avec 290 mètres d'altitude, au sud (dans cette zone, le territoire communal déborde un peu sur le versant sud des monts d'Arrée jusqu'à la tourbière du Mendy), qui forment un alignement presque ouest-est de hauteurs et de rochers qui culminent à plusieurs endroits à 282 mètres d'altitude et qui forment la limite avec la commune de Scrignac à peine plus de 100 mètres d'altitude au nord-ouest, là où le Queffleut qui se faufile entre d'énormes blocs de rochers et forme limite séparative à l'ouest avec les communes de Plounéour-Ménez et Pleyber-Christ et qui s'écoule vers le nord en direction de la rivière de Morlaix, quitte la limite communale. À l'est, un autre cours d'eau à vallée encaissée, le Jarlot, lui aussi tributaire de la rivière de Morlaix, sépare la commune de celle de Plougonven. La limite nord, avec Plourin-lès-Morlaix, s'appuie également pour la majeure partie de son tracé sur le vallon encaissé d'un petit affluent de rive droite du Queffleuth, puis plus à l'est après un petit interfluve, sur un vallon d'un petit affluent de rive droite du Jarlot. Le bourg est excentré nettement vers le nord au sein du territoire communal.
Ces divers cours d'eau, séparant la commune de ses voisines, ont permis les siècles passés l'implantation de nombreux moulins (principalement « à papier »), situés selon la rive où ils se sont implantés sur le territoire de la commune, soit sur ceux des communes voisines (voir Plounéour-Ménez, Pleyber-Christ, Plougonven, Plourin-lès-Morlaix).

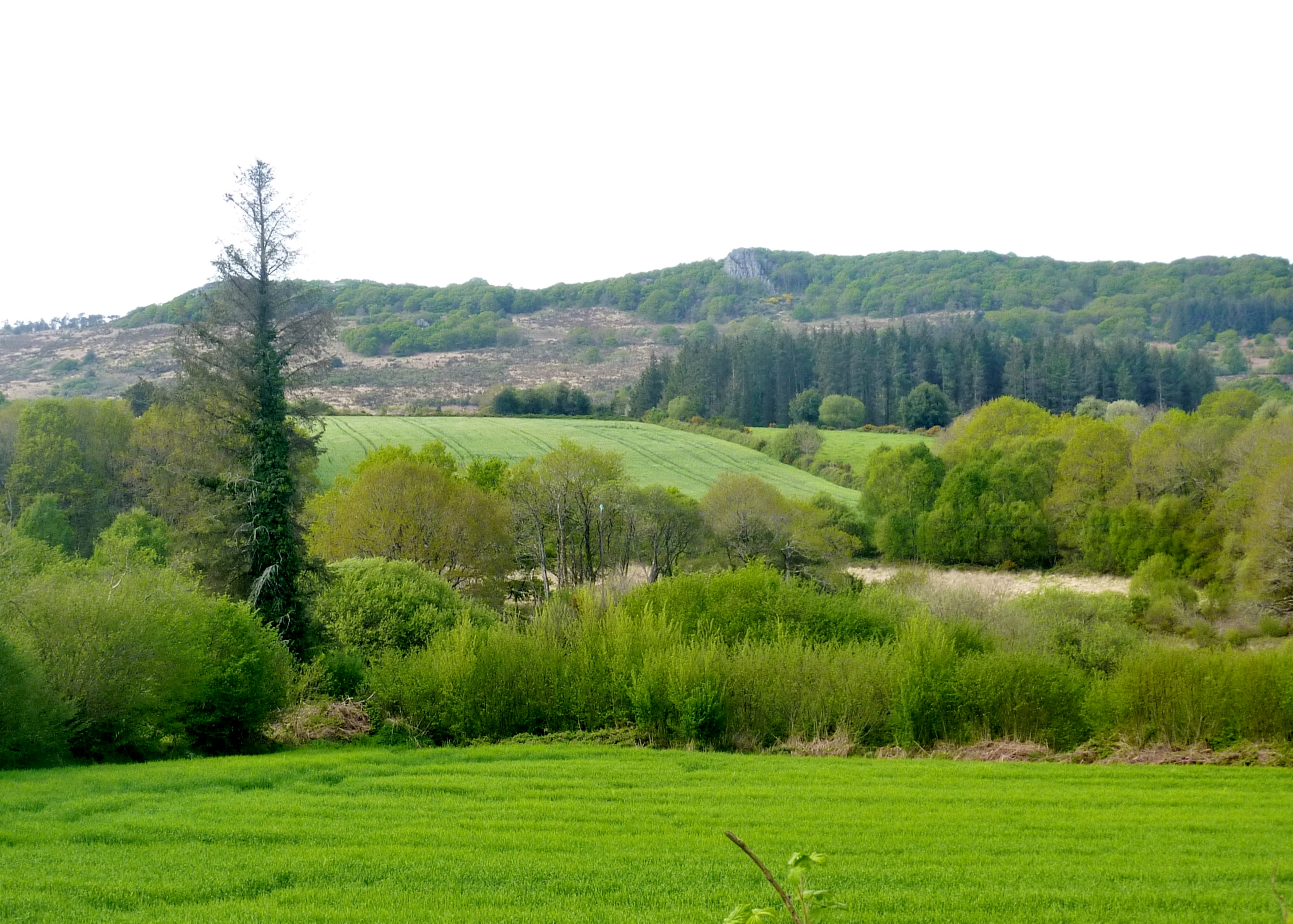
Les « Landes du Cragou » vues du sud, depuis les environs de Kermartin en Berrien.
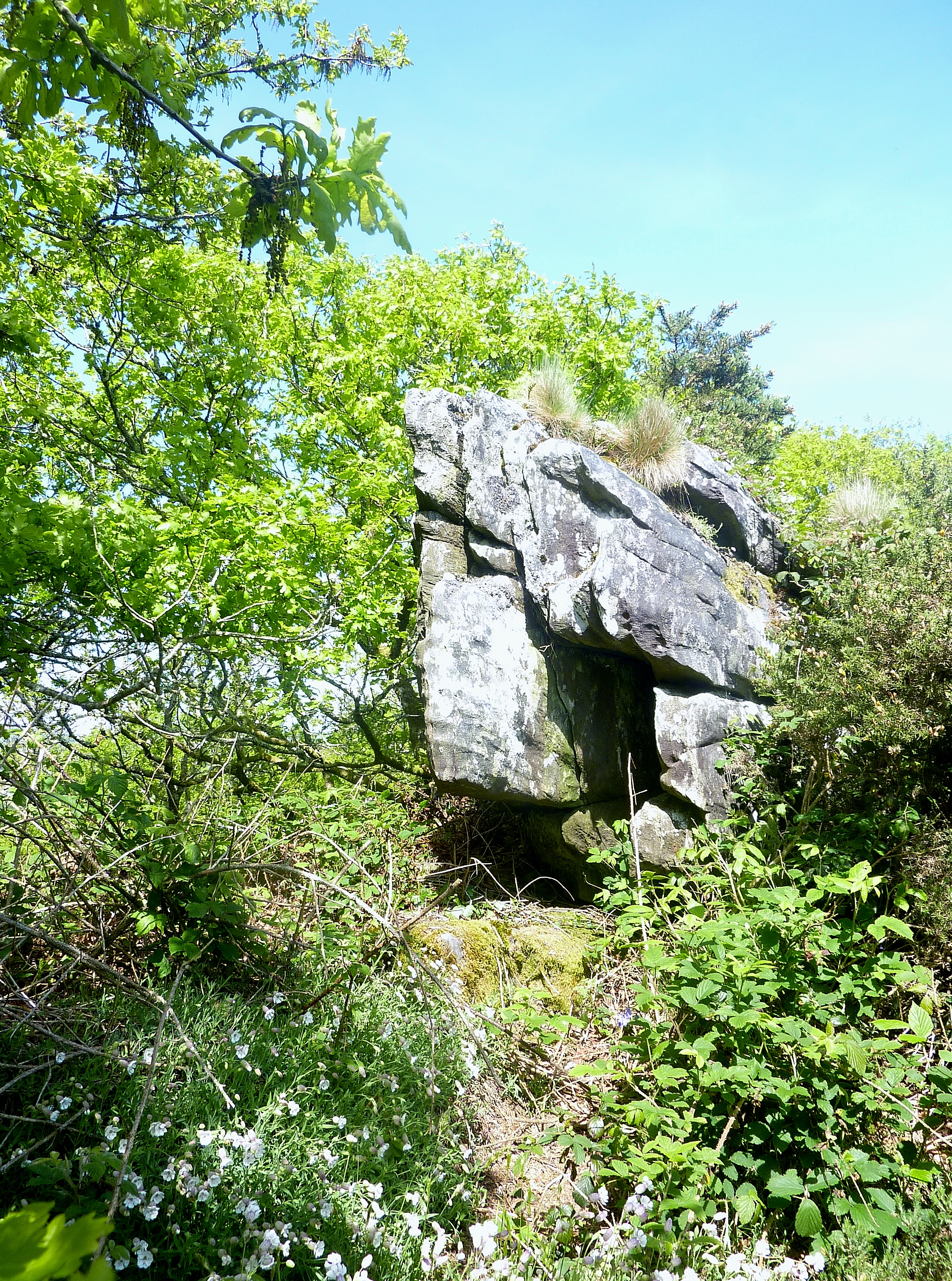
Un des rochers sommitaux des Landes du Cragou (282 mètres d'altitude).
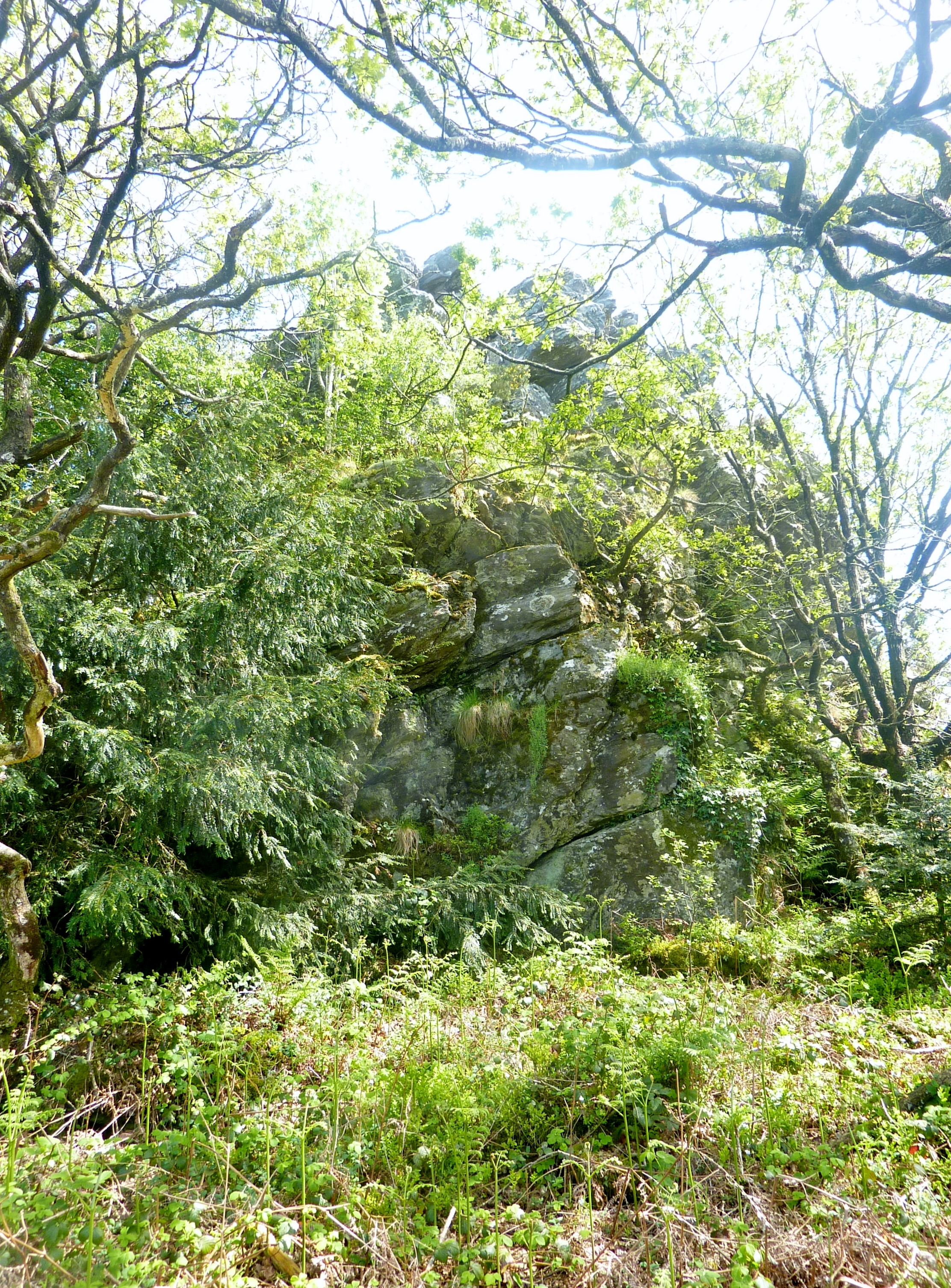
Un autre des rochers sommitaux des Landes du Cragou (282 mètres d'altitude).
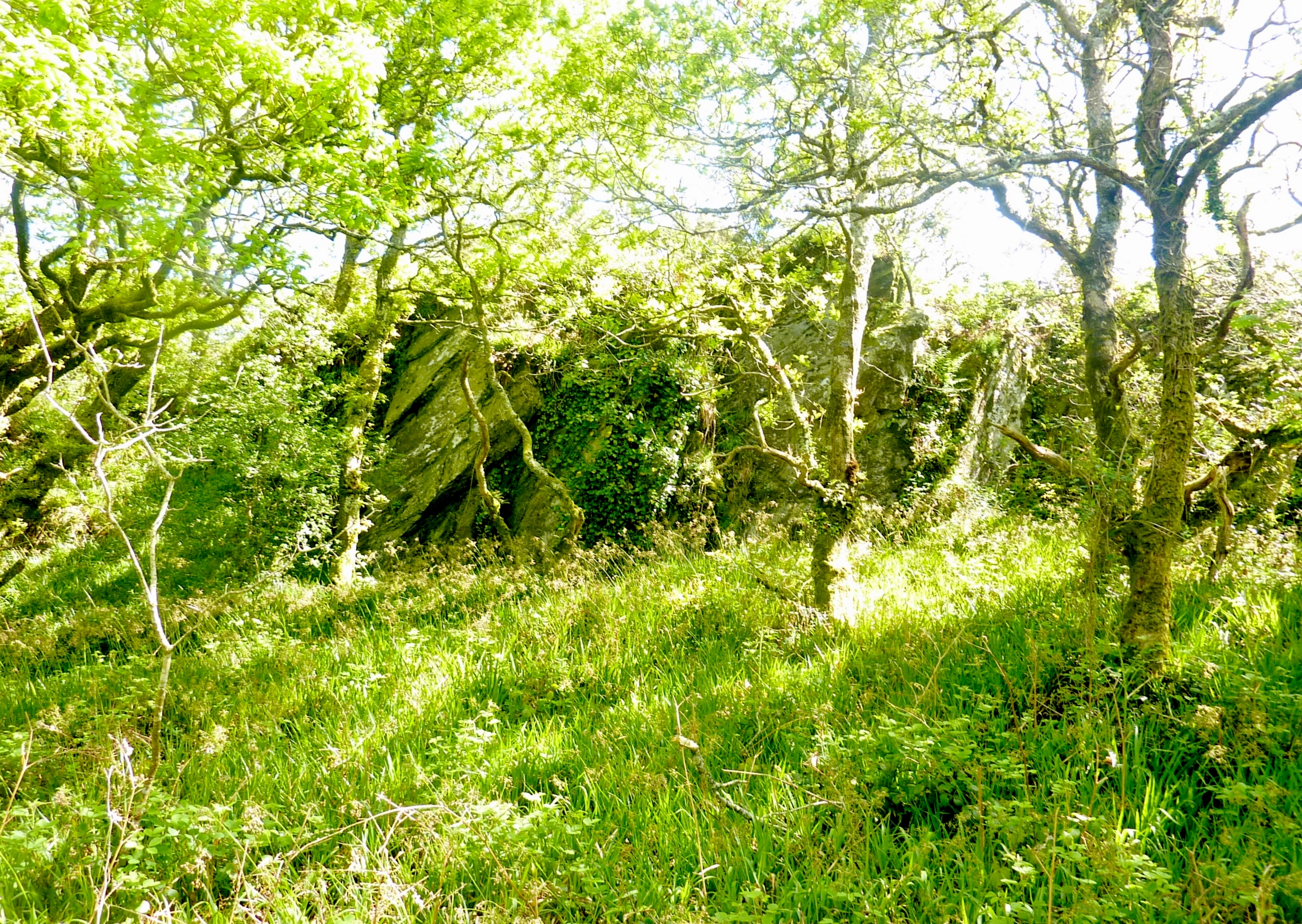
La végétation semi-arborée et buissonnante du sommet des Rochers du Cragou et des rochers sommitaux.
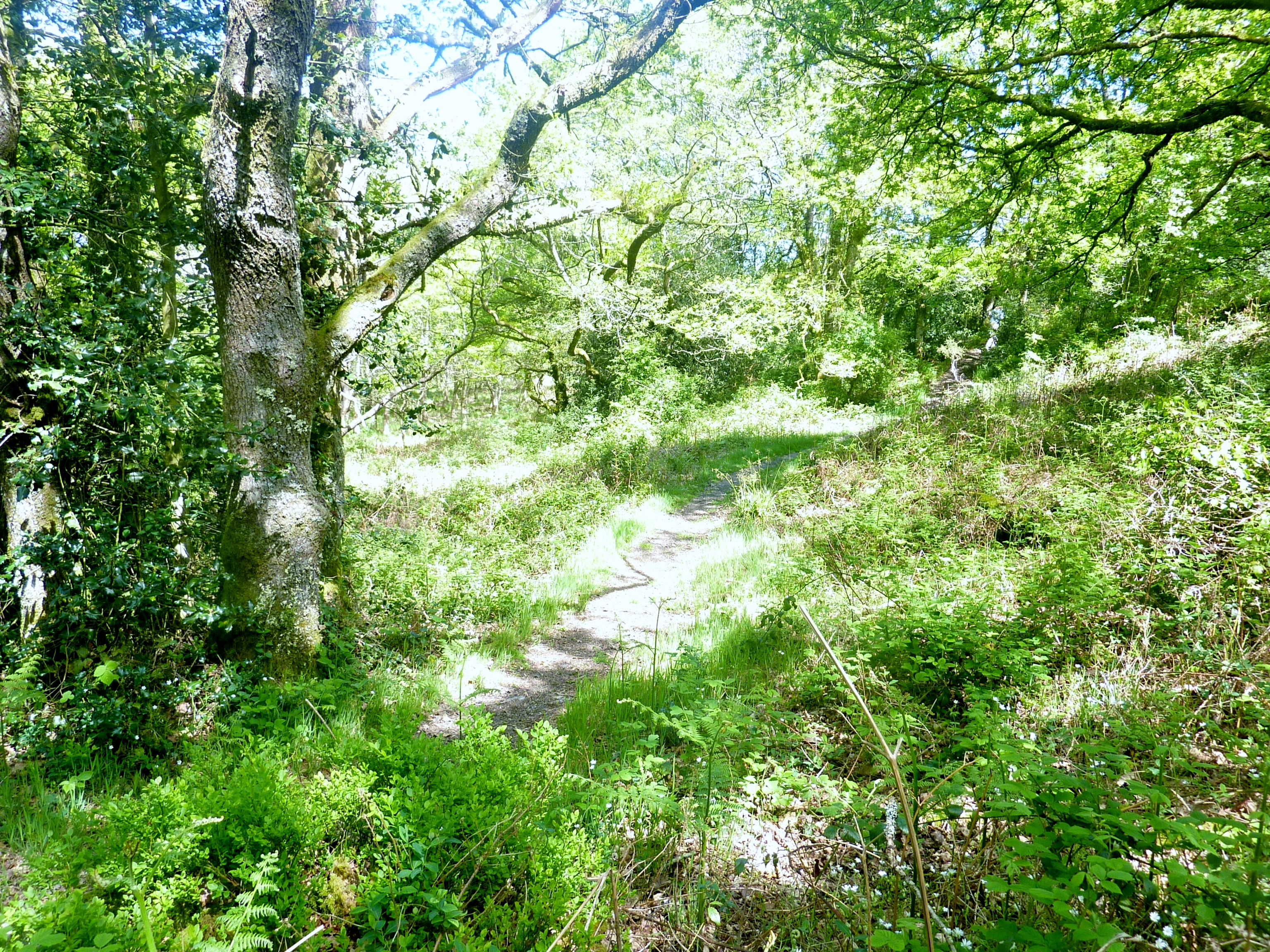
La végétation semi-arborée et buissonnante du sommet des Rochers du Cragou.
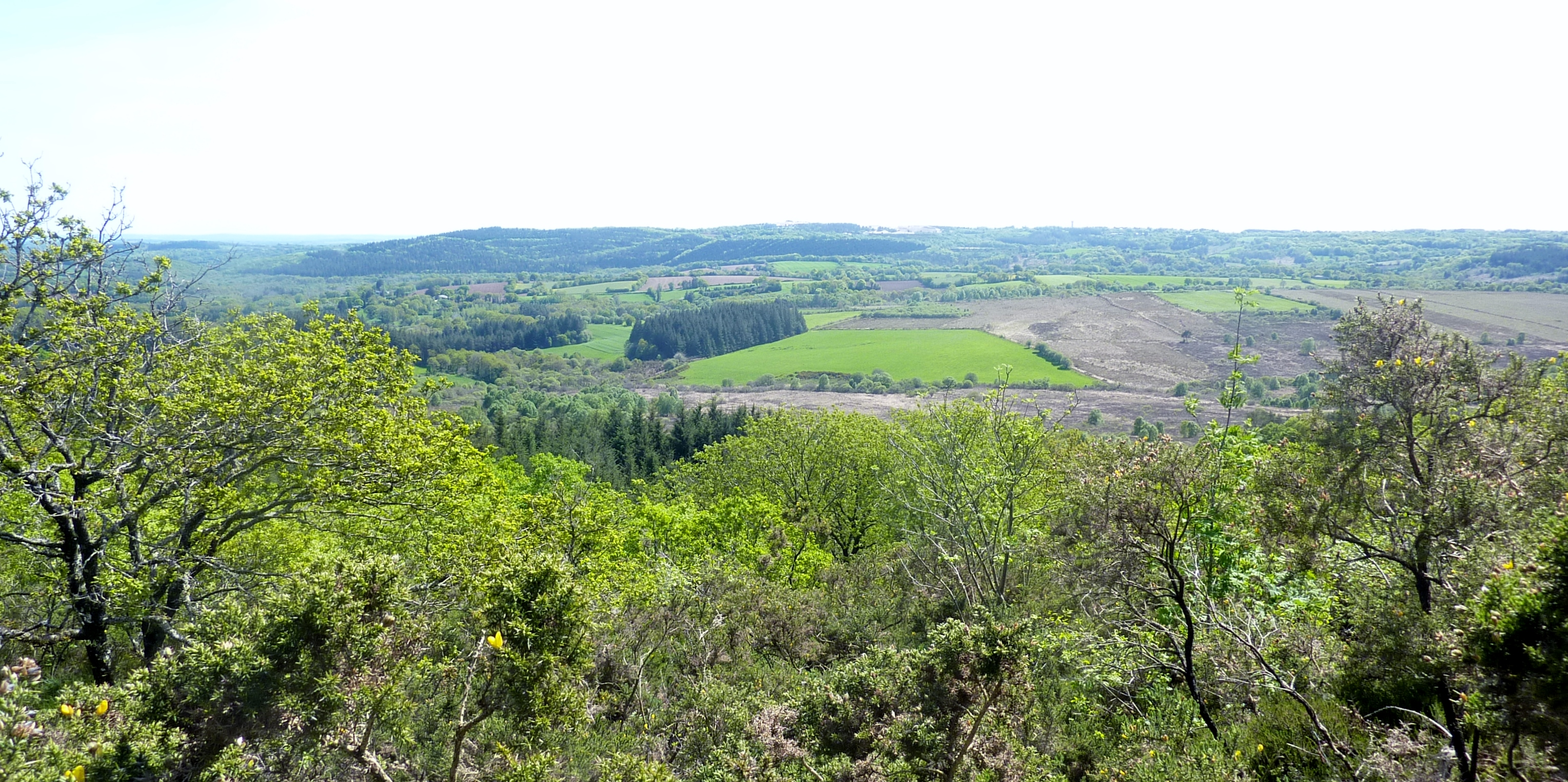
Berrien vu depuis le sommet des Rochers du Cragou.

Le bourg du Cloître-Saint-Thégonnec est à l'écart des axes de circulation principaux qui empruntent des itinéraires  de direction méridienne passant plus à l'ouest sur le plateau (voie romaine) ou, plus souvent dans les vallées du Queffleuth (départementale 769 Carhaix-Morlaix, ancienne nationale 169) ou du Jarlot : ancienne voie ferrée à voie étroite du Réseau breton (halte du Cloître- Lannéanou près du hameau de Kermeur dans la commune de Plougonven) de son ouverture en 1891 à sa fermeture en 1962 pour le trafic marchandises et 1967 pour les voyageurs. La « butte du Télégraphe », située juste au sud du bourg, le domine du haut de ses 256 mètres d'altitude. Elle doit son nom à un relais du télégraphe Chappe qui se trouvait à son sommet.
Victor-Eugène Ardouin-Dumazet fait en 1910 cette description sévère des environs de la gare du Cloître-Lannéannou :

« En pleine lande, au fond d'une large cuvette, la gare du Cloître-Lannéannou est isolée, fort loin des deux villages do,t elle porte les noms. Site sinistre par les temps gris ; la lande s'étend à l'infini, revêt les pentes, entoure des hameaux misérables. Vers le sud une ride porte Bouillard, Kergreis, Kermeur, Kerléoret, qui sont parmi les plus tristes séjours de l'Armorique. Ils contemplent, vers l'intérieur du pays, un paysage étrange et morne : des marais où l'on récolte de la tourbe, des pentes couvertes de landes s'élevant jusqu'à une arête rocheuse. (...) Les rochers du Cragou constituent la partie la plus curieuse des Monts d'Arrée (...) Vus du fond de la vallée du Squiriou, vus surtout des abords des beaux bois de Lestrezec, ils sont merveilleux de forme et de teinte, se détachant violacés et tourmentés sur le fond délicat du ciel d'un bleu gris, infiniment doux. »

Le Cloître-Saint-Thégonnec possédait plusieurs zones marécageuses, dénommées yun (ou yeun) en breton : le Yun vraz à Quillien, le Yun an Nergoat au sud-ouest de Nergoat, le Yun ar Brouillard entre Le Brouillard et les rochers du Cragou, le Yun Creac'h Ménory entre Créac'h Ménory et Quillien. « Ils comportaient des vasières où les troupeaux ne devaient pas aller, sauf à se retrouver enfoncés jusqu'au ventre et peut-être totalement ». Mais « les paysages (...) ont beaucoup changé (...). De grosses erreurs ont été commises, comme le drainage de certains marais : ainsi, dans le Yun vraz, on a planté des résineux qui végètent car le terrain ne leur convient pas. De même la vasière de Bouillon vraz, à Quillien, a été asséchée par le drainage ; celle de Croas an Laeron a été comblée et a même servi de décharge publique pendant de nombreuses années. (...) Certaines collines, défrichées, sont maintenant couvertes, une bonne partie de l'année, par d'immenses parcelles de maïs, qui nécessitent un grand apport d'engrais chimiques ».

### Hydrographie
Pour un article plus général, voir Réseau hydrographique du Finistère.
La commune est située dans le bassin Loire-Bretagne. Elle est drainée par le Jarlot, le Queffleuth, le ruisseau le Briou et divers autres petits cours d'eau,.
Le Jarlot, d'une longueur de 24 km, prend sa source dans la commune de Plougonven et se jette  dans la baie de Morlaix entre les communes de Plouezoc'h et de Taulé, après avoir traversé cinq communes. 

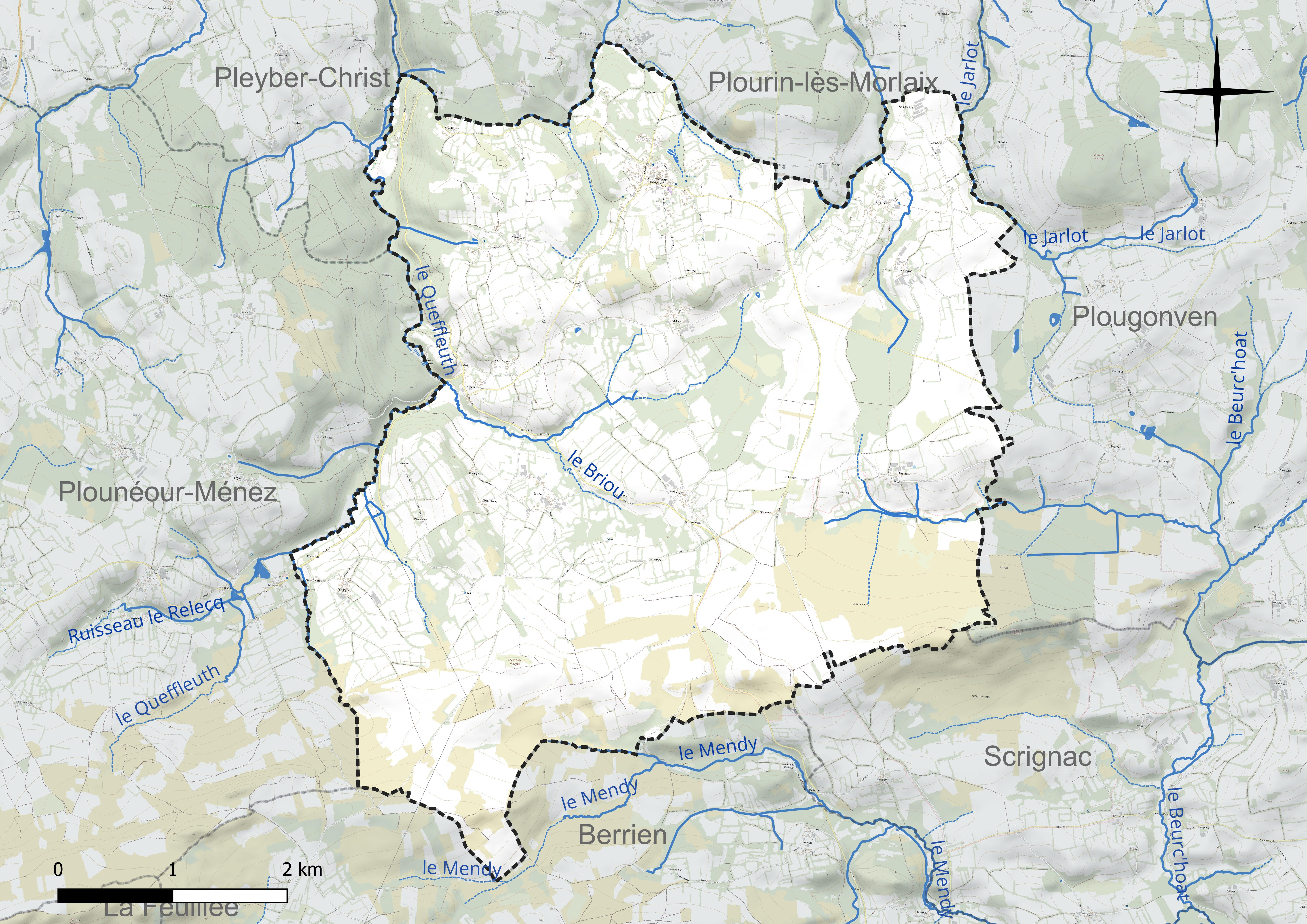
Réseau hydrographique du Cloître-Saint-Thégonnec.

Le Queffleuth, d'une longueur de 21 km, prend sa source dans la commune de Plounéour-Ménez et se jette  dans le Jarlot à Morlaix, après avoir traversé six communes. 

### Climat
Pour des articles plus généraux, voir Climat de la Bretagne et Climat du Finistère.
En 2010, le climat de la commune est de type climat océanique franc, selon une étude du CNRS s'appuyant sur une série de données couvrant la période 1971-2000. En 2020, Météo-France publie une typologie des climats de la France métropolitaine dans laquelle la commune est exposée à un climat océanique et est dans la région climatique  Finistère nord, caractérisée par une pluviométrie élevée, des températures douces en hiver (6 °C), fraîches en été et des vents forts. Parallèlement l'observatoire de l'environnement en Bretagne publie en 2020 un zonage climatique de la région Bretagne, s'appuyant sur des données de Météo-France de 2009. La commune est, selon ce zonage, dans la zone « Monts d'Arrée », avec des hivers froids, peu de chaleurs et de fortes pluies.  
Pour la période 1971-2000, la température annuelle moyenne est de 10,6 °C, avec  une amplitude thermique annuelle de 11,4 °C. Le cumul annuel moyen de précipitations est de 1 188 mm, avec 15,5 jours de précipitations en janvier et 9,1 jours en juillet. Pour la période 1991-2020, la température moyenne annuelle observée sur la station météorologique la plus proche, située sur la commune de Pleyber-Christ à 6 km à vol d'oiseau, est de 11,7 °C et le cumul annuel moyen de précipitations est de 1 101,6 mm,. Pour l'avenir, les paramètres climatiques de la commune estimés pour 2050 selon différents scénarios d'émission de gaz à effet de serre sont consultables sur un site dédié publié par Météo-France en novembre 2022.

## Urbanisme

### Typologie
Au 1er janvier 2024, Le Cloître-Saint-Thégonnec est catégorisée commune rurale à habitat très dispersé, selon la nouvelle grille communale de densité à 7 niveaux définie par l'Insee en 2022.
Elle est située hors unité urbaine. Par ailleurs la commune fait partie de l'aire d'attraction de Morlaix, dont elle est une commune de la couronne,. Cette aire, qui regroupe 24 communes, est catégorisée dans les aires de 50 000 à moins de 200 000 habitants,.

### Occupation des sols
L'occupation des sols de la commune, telle qu'elle ressort de la base de données européenne d'occupation biophysique des sols Corine Land Cover (CLC), est marquée par l'importance des territoires agricoles (56,5 % en 2018), une proportion sensiblement équivalente à celle de 1990 (56,3 %). La répartition détaillée en 2018 est la suivante : 
terres arables (30,3 %), milieux à végétation arbustive et/ou herbacée (25,4 %), zones agricoles hétérogènes (21,9 %), forêts (17,2 %), prairies (4,2 %), zones urbanisées (0,9 %). L'évolution de l'occupation des sols de la commune et de ses infrastructures peut être observée sur les différentes représentations cartographiques du territoire : la carte de Cassini (XVIIIe siècle), la carte d'état-major (1820-1866) et les cartes ou photos aériennes de l'IGN pour la période actuelle (1950 à aujourd'hui).

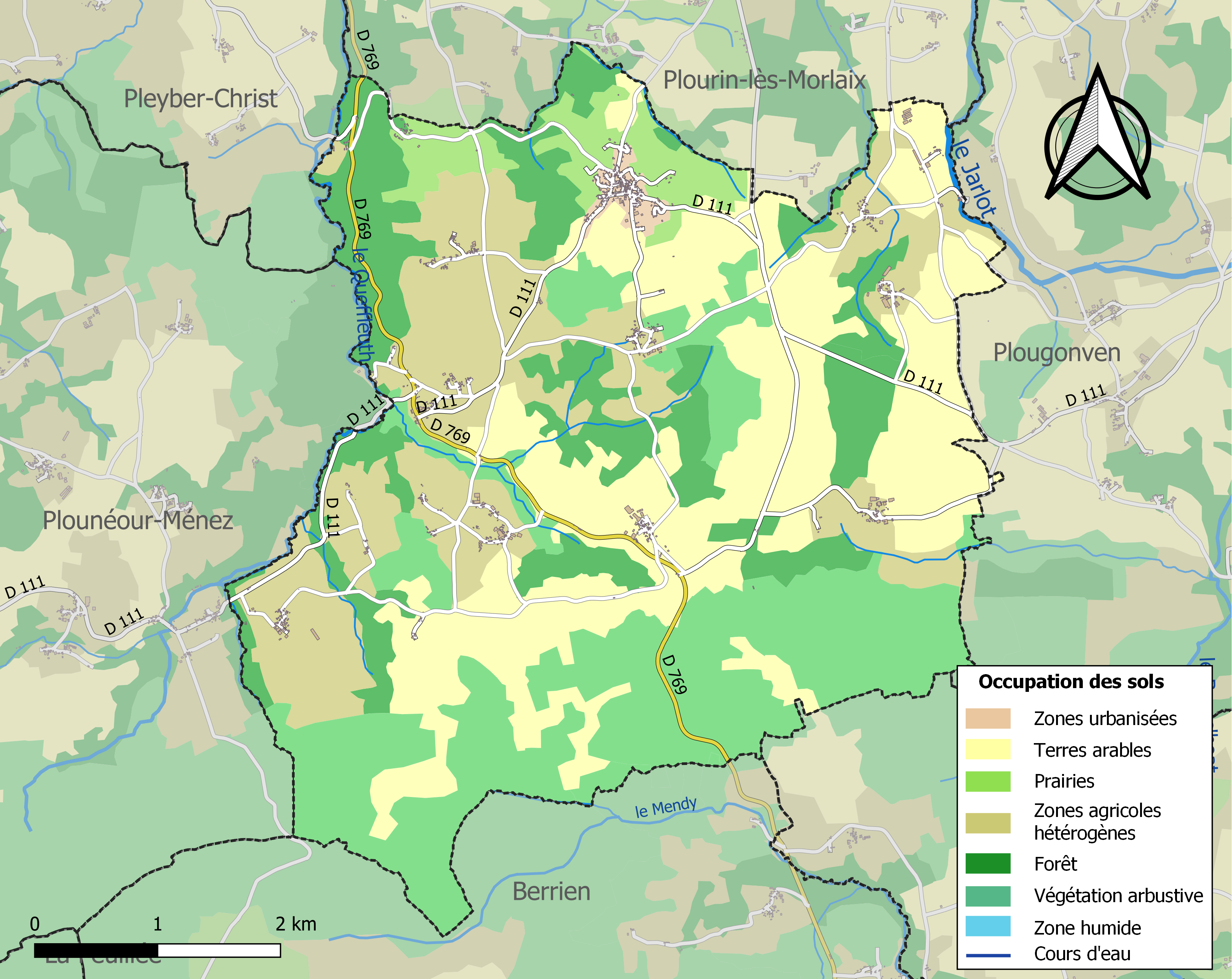
Carte des infrastructures et de l'occupation des sols de la commune en 2018 (CLC).

## Toponymie
Le nom de la localité est attesté sous la forme Le Clouestre en 1462.
Le Cloître (-Saint-Thégonnec) doit son origine à l'abbaye du Relec.

## Histoire

### Préhistoire et Antiquité
Des traces de présence humaine préhistorique appartenant au « groupe de Bertheaume » (des silex venus d'une quarantaine de kilomètres et transportés là depuis le littoral) remontant au mésolithique moyen ont été trouvées au Quillien.
Le menhir de Kermorgant à une hauteur de 4 mètres et une largeur d'1,20 mètre.
La voie romaine Carhaix (Vorgium) - Morlaix passait par la partie ouest du territoire communal, selon un tracé encore nettement visible sur les cartes, passant sur le plateau parallèlement et à l'est de la vallée du Queffleuth par le Pont du Briou au sud, passant à l'est du hameau de Kermorgant, et poursuivant vers le nord en direction de Morlaix.

### Moyen Âge
Le Cloître-Saint-Thégonnec était une simple trève de la paroisse de Plourin, une des paroisses primitives de l'Armorique et appartenait au diocèse de Tréguier. Une autre partie de son territoire, au sud-ouest, dépendait au Moyen Âge de l'abbaye du Relec dans l'évêché de Léon, ce qui expliquerait le nom de « Cloître » porté par la trève dénommée Le Clouestre en 1462 et Cloestre au XVIIIe siècle.
Au Moyen Âge, la partie trégorroise de la commune dépendait de la seigneurie de Bodister, la plus puissante du Trégor, dont le château fort était situé à 1,5 km au nord du bourg du Cloître-Saint-Thégonnec, mais sur le territoire de la commune de Plourin-lès-Morlaix (il n'en reste que quelques ruines au bord d'un étang à Castel-ar-Sal).

### Révolution française

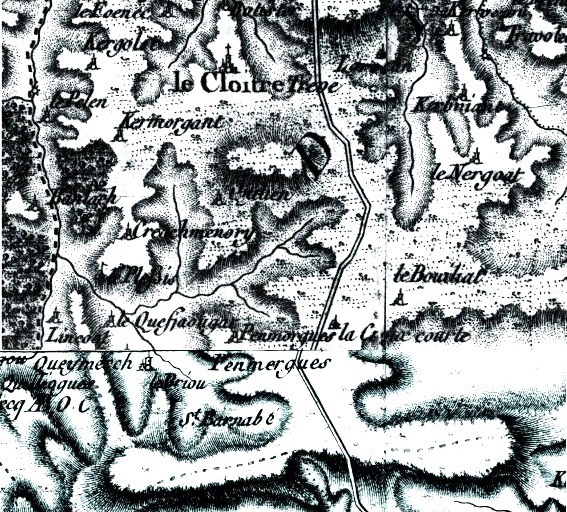
Carte de Cassini (XVIIIe siècle) : la région du Cloître-Saint-Thégonnec.

Le territoire actuel fut unifié lors de la création de la commune sous le nom de « Cloître-Plourin » en 1791, la commune de Plourin-les-Marlaix acceptant d'ailleurs mal cette séparation. La nouvelle commune dépendit d'abord un temps du canton de Plougonven avant d'être rattachée à celui de Saint-Thégonnec. Ce n'est qu'en 1955 que la commune prit son nom actuel par référence à son chef-lieu de canton : Saint-Thégonnec. Une anecdote locale dit : « Le Cloître est « Le Cloître-Plourin » pour les trégorrois, « Le Cloître-St-Thégonnec » pour les léonards. »
En 1791, un vicaire de la commune, Antoine Moreau, refusa de prêter serment de fidélité à la Constitution civile du clergé ; déguisé en paysan, il fut néanmoins arrêté à Lannédern en 1793, détenu à Audierne avant d'être bagnard sur les pontons de Rochefort.

### LeXIXesiècle
Selon des statistiques agricoles publiées en 1849 et concernant selon les productions des années comprises entre 1836 et 1846, la population agricole en 1836 est de 1 417 personnes, soit la totalité de la population communale la même année. La répartition de l'occupation des terres est alors la suivante : 815 ha de terres arables, 1 603 ha de landes et bruyères, 87 ha de bois, taillis et plantations, 243 ha de prairies naturelles ; la commune possédait alors 3 moulins en activité. Les paysans du Cloître-Saint-Thégonnec cultivaient à l'époque 163 ha d'avoine, 81 ha de froment, 82 ha d'orge, 107 ha de seigle, 98 ha de sarrasin, 8 ha de lin, 7 ha de chanvre, 16 ha de navets, betteraves, carottes et choux (dont 13 ha de navets), 41 ha de trèfle, 40 ha de pommes de terre, 1 496 ha d'ajoncs d'Europe et 245 ha restaient en jachère, et élevaient 402 chevaux (200 mâles, 120 juments, 82 poulains), 737 bovins (dont 402 vaches), 214 porcs, 69 ovins (2 béliers, 11 moutons, 20 brebis, 36 agneaux), 411 poules et 57 coqs, et possédaient 121 ruches à miel.
Le 27 septembre 1884, Jean-Marie Madec, et le 6 octobre 1884, Pierre Berrehar, habitants de la commune, reçurent les dernières primes de destruction allouées à un loup tué dans les monts d'Arrée (même si quelques loups furent tués ou aperçus ensuite dans la région, le dernier loup tué l'étant à Pencran en 1895).
Anatole Le Braz a fait de la commune la description suivante en 1894 : « Un soir d'août, je débarquais au Cloître-Plourin, petite halte de la ligne de Carhaix, perdue dans une steppe marécageuse, au milieu d'une région de tourbières éventrées, étalant çà et là des lèpres noires et des miroirs d'une eau stagnante et sinistre. J'avais dessein de visiter les Kragou [landes du Cragou], sortes de vagues en pierre, rebroussées dans la direction de l'ouest, qui hérissent de leurs crêtes étranges cette partie de la montagne d'Aré. Je pris la seule route qui s'offrait à moi, un de ces chemins primitifs, fait de deux ornières enserrant une sente herbeuse et qui, selon l'adage breton, ne sont guère fréquentés que du chariot des âmes en peine [allusion à l'Ankou] ».
En 1899, Le Cloître-Saint-Thégonnec fait partie des dix-huit seules communes du département du Finistère à déjà posséder une société d'assurance mutuelle, forte de 21 adhérents, contre la mortalité des animaux de ferme, qui assure les chevaux et les bêtes à cornes.

### LeXXesiècle

#### La Première Guerre mondiale
Le monument aux morts du Cloître-Saint-Thégonnec porte les noms de 72 soldats morts pour la France pendant la Première Guerre mondiale. François Le Roux, charron et menuisier à Pont ar Briou, titulaire de la Croix de guerre avec deux citations, ainsi que de la Médaille militaire, fut fait chevalier de la Légion d'honneur le 10 novembre 1966.

#### L'Entre-deux-guerres
Dans la décennie 1930, Le Cloître disposait de trois cafés-restaurants (dont un faisait hôtel) et de sept autres cafés (dont six situés le long de la RN 169, actuelle RD 769) allant de Morlaix à Carhaix. La commune possédait par ailleurs trois épiceries, un moulin et un moulin-boulangerie, une autre boulangerie, un forgeron, un ferrailleur-chiffonnier, un bourrelier, deux mécaniciens (pour les vélos principalement), un tailleur pour hommes et plusieurs couturières, trois menuisiers-charpentiers, une scierie, un sabotier, deux couvreurs et plusieurs maçons, un débit de tabac équipé d'une cabine téléphonique, un fabricant de meubles, trois entrepreneurs de travaux agricoles, deux entreprises de transport avec cars et taxis, etc.

#### La Seconde Guerre mondiale
Le dimanche 17 août 1941, jour du pardon des jeunes, sept adolescents montèrent sur l'étang du Relecq imprudemment à bord d'une barque prévue pour deux ou trois personnes. Six d'entre eux, qui étaient originaires du Cloître-Saint-Thégonnec, se noyèrent.
Le monument aux morts du Cloître-Saint-Thégonnec porte les noms de 14 personnes mortes pour la France pendant la Seconde Guerre mondiale. Parmi elles, Yves Berréhar, tué le 5 juin 1943 lors du mitraillage de la place de la Mairie par deux avions anglais ; Alain et Jean Abgrall (un enfant de 11 ans) abattus par un soldat allemand le 3 août 1944 à Penmerguèz lors d'une rafle consécutive au meurtre d'un motard allemand par la Résistance au carrefour de Roz Valan, car ils avaient tardé à sortir de leur maison ; Jean-Yves Herry, arrêté par la Feldgendarmerie en même temps que d'autres maquisards plourinois le 24 juillet 1944 et fusillé le 28 juillet 1944 dans une carrière près de Nergoat ; François Fichou, tué le 5 août 1944 lors des combats au Plessis ; Émile Madec, tué accidentellement le 26 août 1944 par l'explosion d'engins de guerre qu'il avait stocké ; Lucien Pinson, tué le 25 novembre 1944 par l'explosion d'un engin de guerre alors qu'il travaillait dans une garenne. Jean-Yves Ropars, membre du réseau de résistance Libé-Nord, fut fusillé le 9 août 1944 à Plouigneau.
Plusieurs membres de la famille Guyomarc'h, de Penn ar Quinquis, furent arrêtés par des gendarmes français pour faits de résistance le 3 octobre 1942 ; deux, Albert et Pierre, furent déportés au camp de concentration de Sachsenhausen ; un autre frère Jean Guyomarc'h parvint à s'évader, se cacha pendant trois semaines à Trédudon-le-Moine (en Berrien) ; il aida par la suite Daniel Trellu à reconstituer le Front national de Lutte pour la Libération et l'Indépendance de la France et les FTPF du Finistère au printemps 1943, ayant comme pseudonyme "lieutenant-colonel Pascal" ; ensuite il fut membre de la direction nationale des Jeunesses communistes.
Le "Pont Corrolloù" (Pont aux danses) fut construit sur le « Dour Ruz » par les Allemands sous l'Occupation pendant la Seconde Guerre mondiale.
Un avion américain Boeing B-17, du 94e groupe de bombardement de l'US Air Force, qui revenait après avoir bombardé Lorient s'écrasa le 17 mai 1943 dans un champ près du village de Kervellec en Plourin-les-Morlaix, mais plusieurs des aviateurs sautèrent en parachute sur le territoire de la commune du Cloître ; quatre d'entre eux furent cachés par la population et purent par la suite s'évader de France ; cinq aviateurs furent toutefois capturés par les Allemands et un, Joseph C. Melaun, fut tué dans l'avion.
La commune a été le théâtre de combats entre les troupes américaines et allemandes lors de la Libération :

« Cette bourgade tranquille des Monts d'Arrée a été traversée et blessée par la guerre, au cours des combats meurtriers du 5 août 1944 (trois jours avant la libération de Morlaix) entre une colonne américaine et des unités allemandes. (...) Venant de Lannéanou, vers 11 h. du matin, les Américains ont tout d'abord été bloqués au lieu-dit Croas ar Laeron pendant plus de deux heures ; ils ont perdu une dizaine d'hommes, ainsi que plusieurs Jeeps et des véhicules blindés légers. Les Allemands ont eu plus de vingt tués. Progressant vers Le Cloître, la colonne américaine est entrée dans le bourg. (...) Faisant  ensuite route vers Le Plessis, les Américains ont été à nouveau immobilisés, trois de leurs chars étant détruits et plusieurs dizaines d'hommes tués. Le combat a duré jusqu'à la nuit et s'est prolongé pendant une bonne partie de celle-ci. Ce n'est qu'au matin que la colonne américaine a pu reprendre sa progression vers l'ouest en direction de Brest. »

Les Allemands auraient eu plus d'une trentaine de morts (28 soldats allemands sont enterrés dans le cimetière allemand de Ploudaniel-Lesneven), membres du 851e régiment d'infanterie allemand, qui dépendait de la 343e division d'infanterie, et 22 soldats américains, membres du commando command B, de la 6e division blindée américaine, tués dans les combats du Cloître ou des environs sont inhumés (ou commémorés pour les disparus) dans le cimetière américain de Saint-James (dans les deux cas, les listes des morts ne sont pas exhaustives); l'affrontement fit un mort et plusieurs blessés parmi la population locale.
Le bourg du Cloître fut libéré le 5 août 1944 après des combats qui provoquèrent des dégâts à plusieurs maisons victimes des obus. La flèche de l'église paroissiale fut abattue par un obus américain ; elle fut reconstruite en 1947.

#### L'après-Seconde-Guerre-mondiale
L'électrification du bourg date du 28 août 1951, la campagne étant progressivement électrifiée les années suivantes.
Dénommée Le Cloître, par décret en date du 25 mai 1955, la commune portera désormais le nom de Le Cloître-Saint-Thégonnec pour la différencier d'autres communes portant le même nom, dont Le Cloître-Pleyben.

## Démographie
| 1793 | 1800 | 1806  | 1821  | 1831  | 1836  | 1841  | 1846  | 1851  |
| ---- | ---- | ----- | ----- | ----- | ----- | ----- | ----- | ----- |
| 927  | 957  | 1 029 | 1 276 | 1 353 | 1 417 | 1 449 | 1 527 | 1 518 |

| 1856  | 1861  | 1866  | 1872  | 1876  | 1881  | 1886  | 1891  | 1896  |
| ----- | ----- | ----- | ----- | ----- | ----- | ----- | ----- | ----- |
| 1 353 | 1 359 | 1 323 | 1 354 | 1 307 | 1 330 | 1 325 | 1 236 | 1 320 |

| 1901  | 1906  | 1911  | 1921  | 1926  | 1931  | 1936  | 1946 | 1954 |
| ----- | ----- | ----- | ----- | ----- | ----- | ----- | ---- | ---- |
| 1 345 | 1 365 | 1 332 | 1 177 | 1 203 | 1 097 | 1 050 | 883  | 747  |

| 1962 | 1968 | 1975 | 1982 | 1990 | 1999 | 2006 | 2011 | 2016 |
| ---- | ---- | ---- | ---- | ---- | ---- | ---- | ---- | ---- |
| 647  | 566  | 518  | 561  | 566  | 569  | 587  | 653  | 657  |

| 2021 | 2022 | - | - | - | - | - | - | - |
| ---- | ---- | - | - | - | - | - | - | - |
| 649  | 644  | - | - | - | - | - | - | - |

Commentaire : La commune était à son maximum démographique connu en 1846 (1 529 habitants), ayant gagné 602 personnes entre 1793 et 1846 (+ 53 % en 53 ans). Après une période de stagnation démographique entre 1846 et 1886, la population communale entame un long et important déclin qui se prolonge jusqu'en 1975, année du minimum démographique avec seulement 518 habitants ; entre 1886 et 1975, Le Cloître-Saint-Thégonnec perd 807 habitants (- 61 % en 89 ans), la commune étant frappée par un important exode rural. Depuis 1975, la relative proximité de Morlaix entraîne une périurbanisation (construction de lotissements) qui se traduit par de légers gains démographiques (+ 69 habitants en 31 ans, soit + 13 %).
La densité de la population est de 20,6 habitants par km2 en 2006. Entre 1998 et 2006, la commune a enregistré 93 naissances et 55 décès, ayant donc un solde naturel positif de 38 personnes (+ 0,5 % l'an). Entre 1975 et 1999, la commune a aussi connu un solde migratoire positif, contrairement au siècle précédent.

## Langue bretonne
- La charte Ya d'ar brezhoneg a été votée par la commune du Cloître-Saint-Thégonnec le 19 décembre 2018.

## Tradition
- Pour obtenir la fécondité de leur terre les paysans du Cloître-Saint-Thégonnec mettaient une pièce de monnaie dans une fente du menhir de Kermorgant[43].

## Monuments, sites et associations
- Église Notre-Dame du Cloître-Saint-Thégonnec. Elle est datée des XVIIe et XVIIIe siècles et est un ancien prieuré de l'abbaye du Relec. Endommagé par les combats à l'occasion de la libération (été 1944), le clocher datant du XVIe siècle fut reconstruit en 1947. Il apparaît légèrement vrillé depuis.
- Le calvaire de l'église date du XVIIe siècle et la croix du presbytère du XIXe siècle.
- La chapelle Saint-Barnabé[44] au Briou, nichée au fond d'un vallon, a été édifiée au milieu de prairies humides en 1614 si l'on en croit l'écusson daté situé au-dessus de son portail, qui porte les armes de René de Rieux, évêque de Léon et abbé du Relecq. De forme rectangulaire, elle n'a pas de clocher. Son autel date du XVIIIe siècle. Le recteur écrit en 1809 : « elle est si petite que c'est miracle qu'on l'ait laissé subsister[26] ». Jean-Marie Abgrall et Paul Peyron rapportent en 1906 un témoignage d'un vieil habitant, M. Le Guennec : « Près de la chapelle est une fontaine aujourd'hui asséchée, surmontée d'une pierre carrée avec un trou central, et dans les angles quatre petites consoles également percées de trous. Elles ont, autrefois, supporté des statues de pierre. Les femmes viennent plonger dans cette fontaine la chemise de leurs enfants malades ; si elle s'enfonce en tournoyant, c'est signe de mort ; si au contraire elle reste à plat, l'enfant ne tardera pas à guérir[26] ». Elle se trouve dans un endroit très isolé du sud de la commune, près des Roches de Saint-Barnabé.
- Trois moulins à Coatfal, Queuneut[45] et Cuzulic.
- Le Musée du loup[46], ouvert en 1991, est le seul exclusivement consacré à cet animal en France. Il met l'accent sur l'histoire du loup dans les monts d'Arrée et doit son origine aux collections et archives d'un naturaliste, Édouard Lebeurier, né en 1892, décédé en août 1986[47] (cette collection est constituée de milliers de plantes, lichens, algues, papillons, oiseaux, etc.). En 1885, la dernière prime pour l'abattage d'un loup a été octroyée dans cette commune. Le dernier loup (louve) connu a été trouvé piégé à Loqueffret en 1906[48]. Le musée est ouvert toute l'année et présente histoires vraies et légendes liées aux loups[49]. Les évocations des mythes et légendes, l'histoire, le classement des espèces, et le conte du célèbre Patrik Ewen « Au cœur de la nuit », serviront votre imaginaire et une meilleure connaissance de cette figure emblématique.

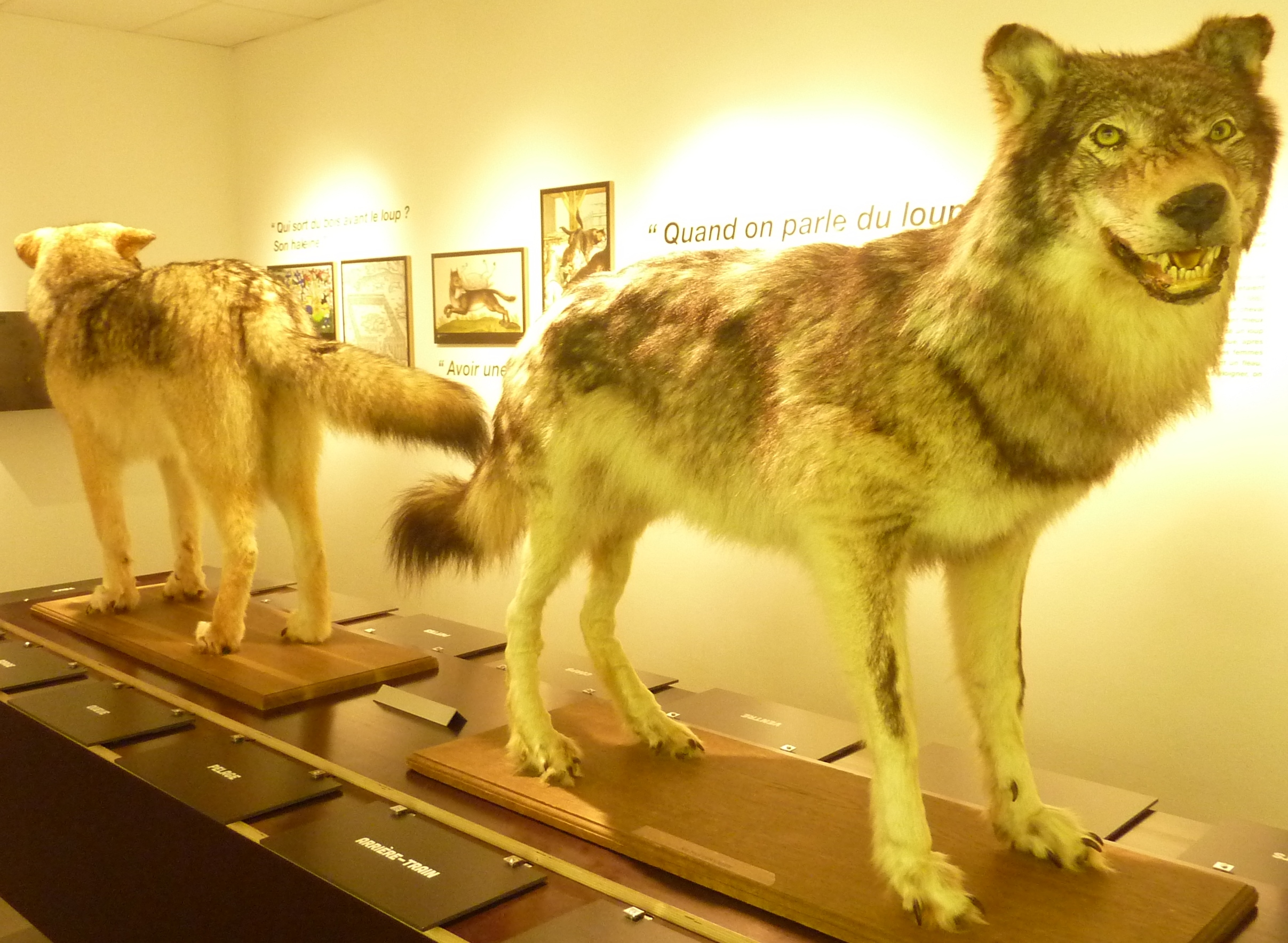
Loups naturalisés.
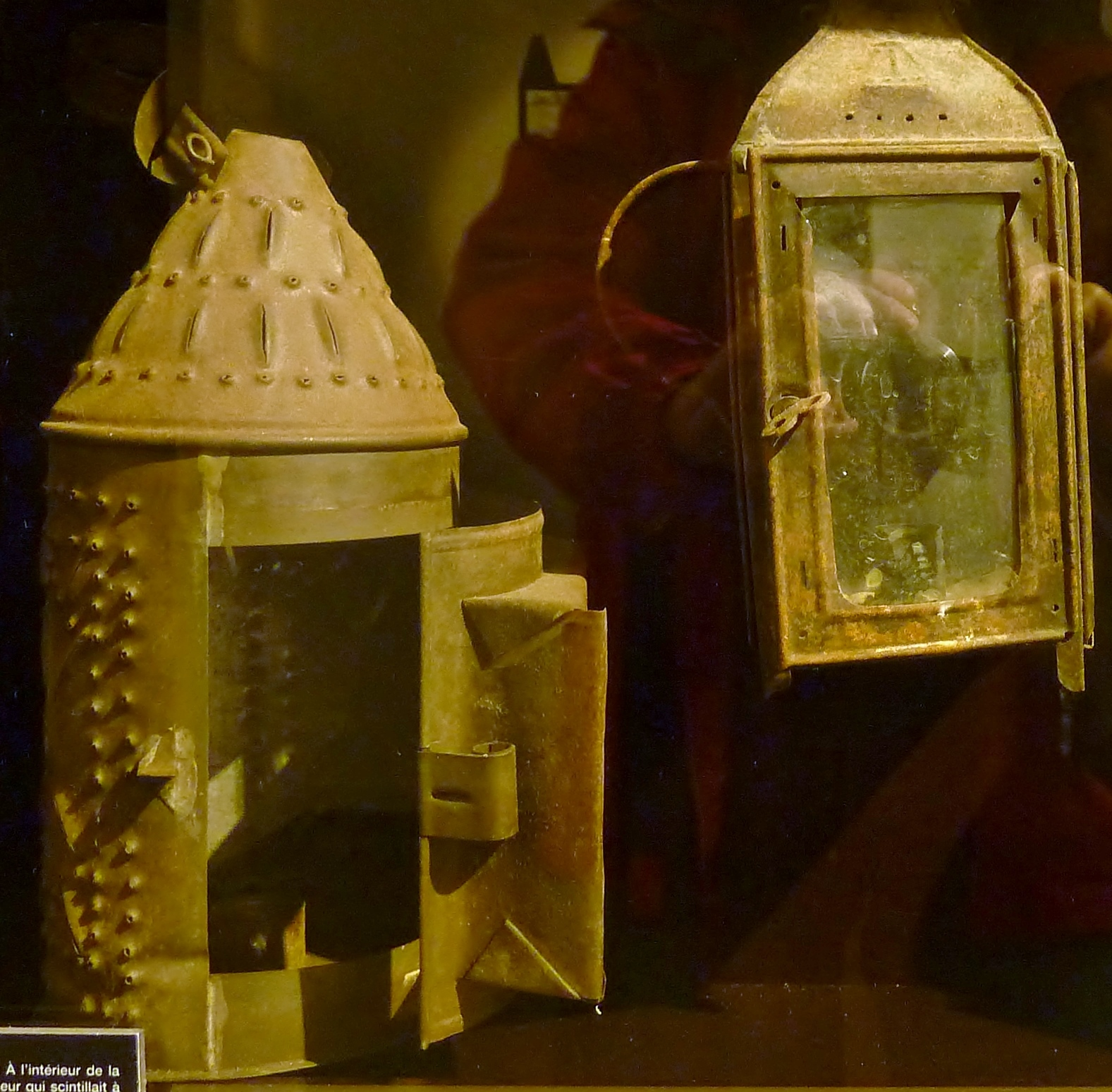
Lanternes à loup (en métal, datant du XIXe siècle).
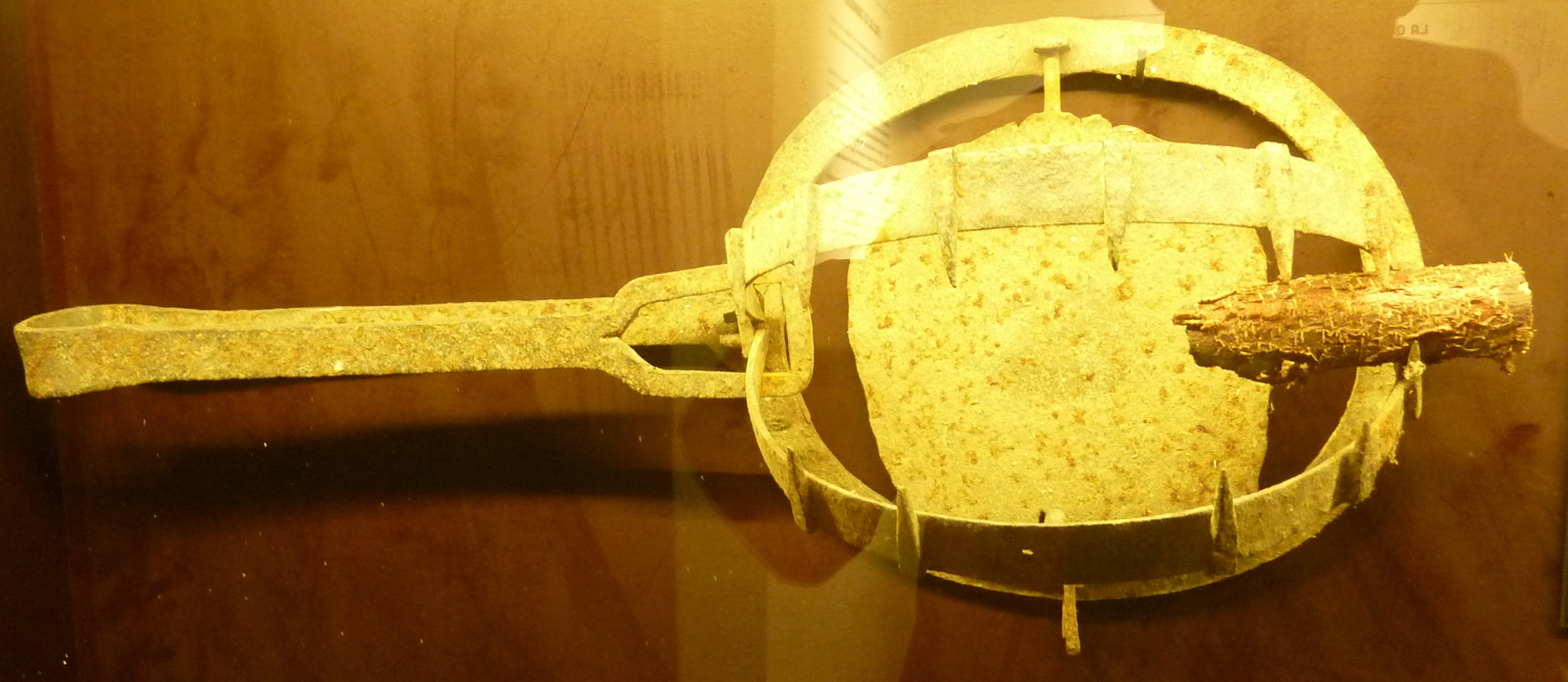
Piège à loup.
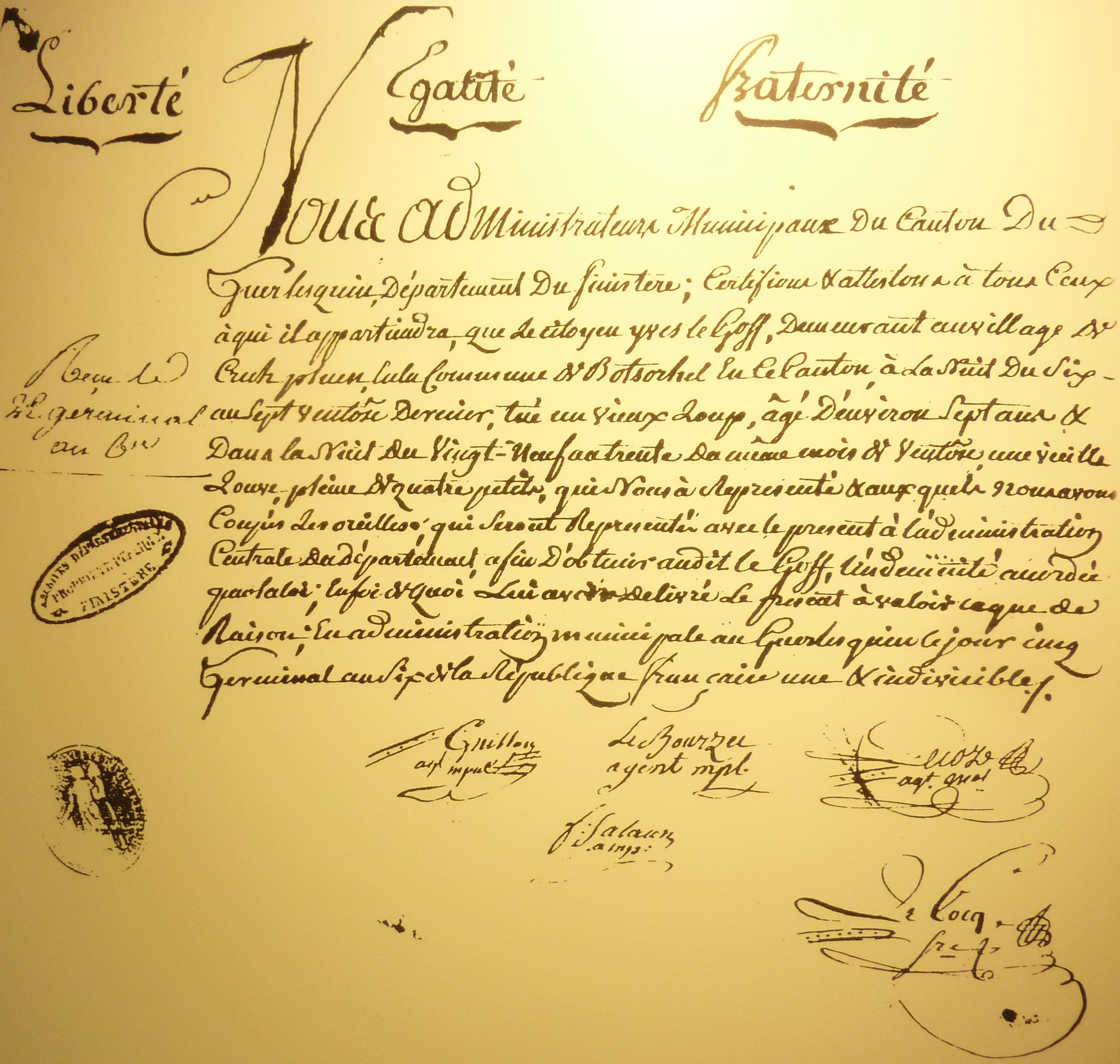
Certificat délivré à Yves Le Goff, de Botsorhel, en 1797.
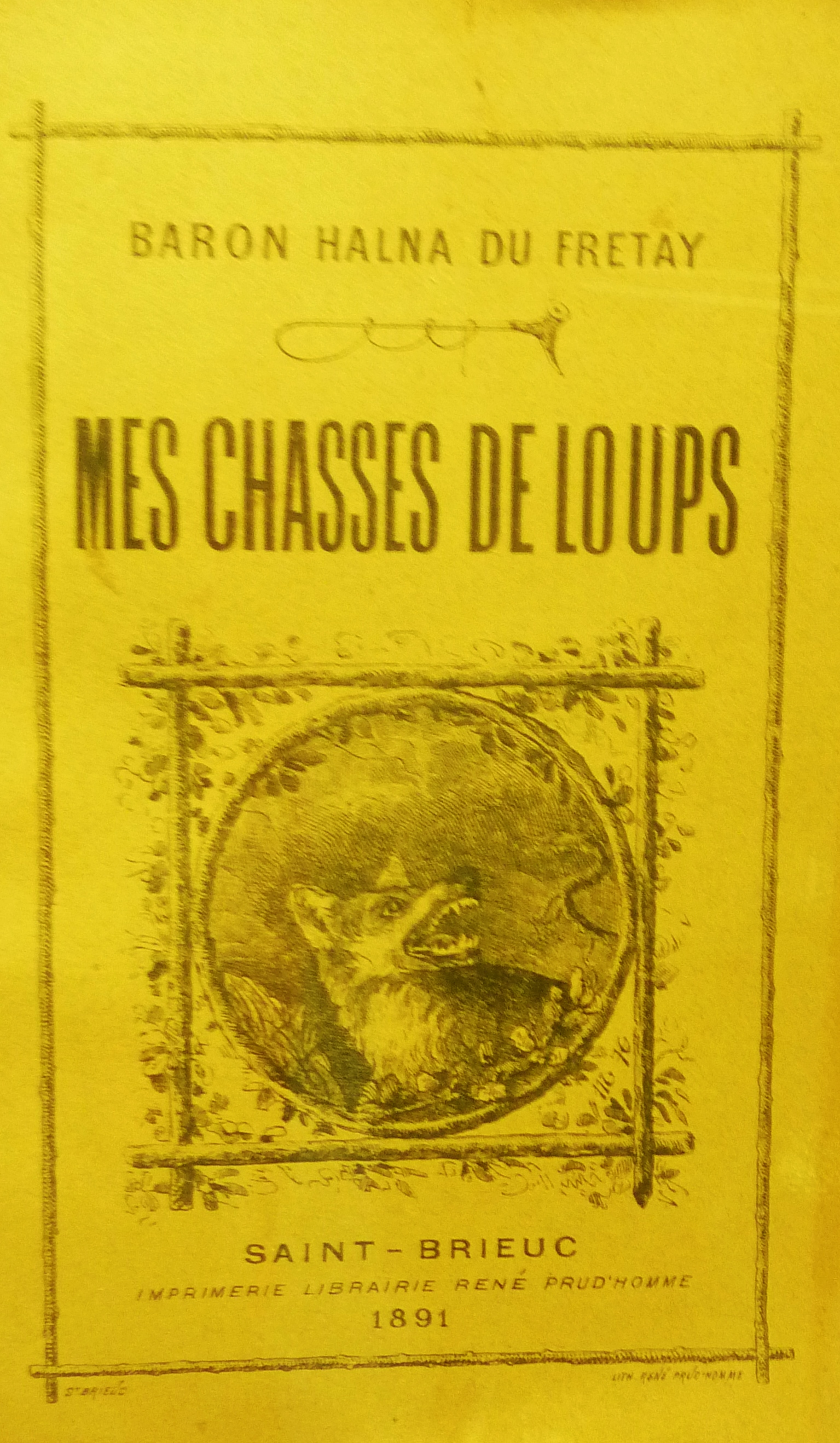
Baron Fortuné Halna du Fretay : Mes chasses de loups (livre publié en 1891).
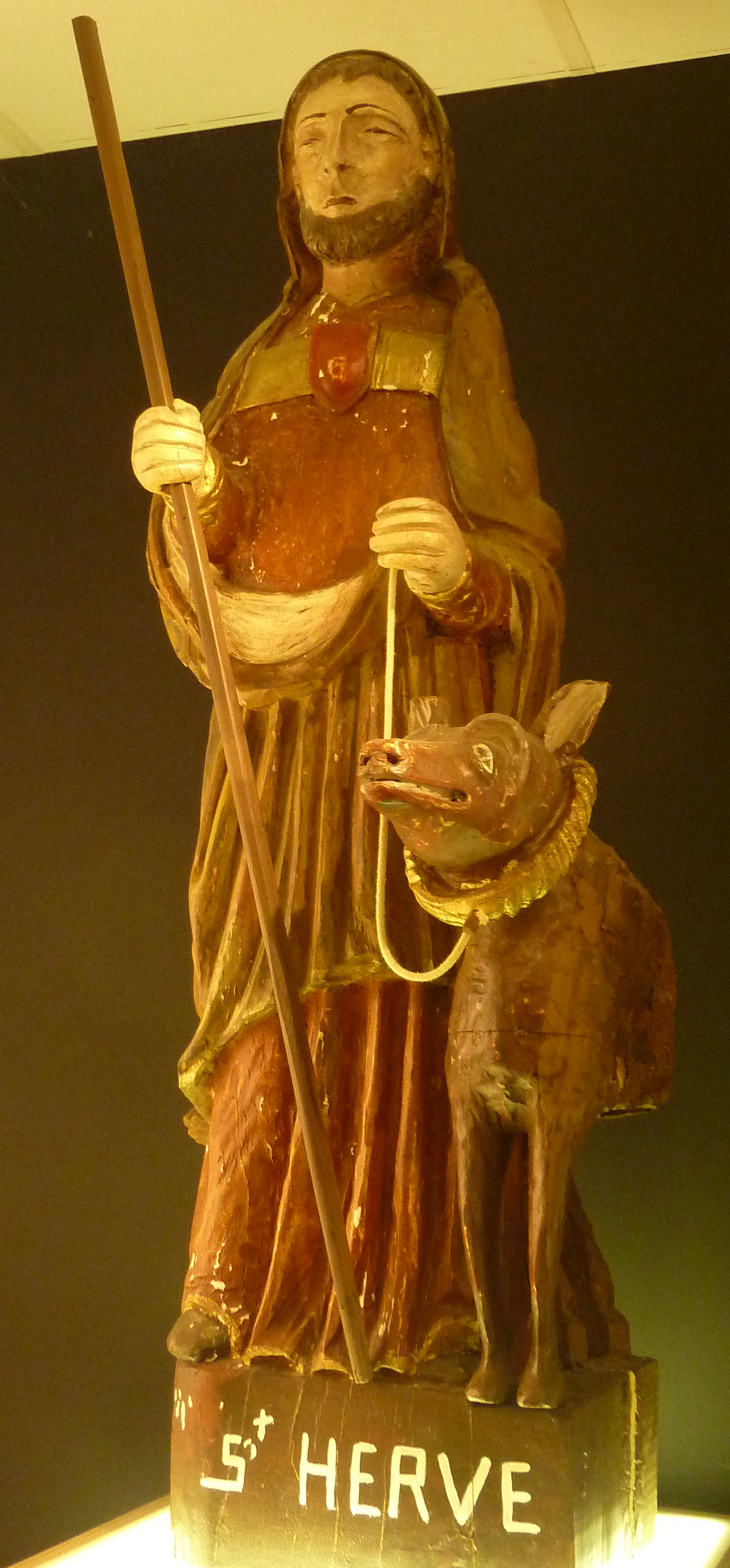
Saint Hervé et son loup (groupe statuaire).

- Le « Monument aux loups », situé sur la place la mairie, est une œuvre de Alain Milan (granit et ciment)[50].
- L'association Bretagne vivante (SEPNB) s'est installée à Ti Butun, au bourg du Cloître-Saint-Thégonnec. Elle a pour but principal de gérer les 343 hectares de landes et de tourbières qui constituent l'espace naturel des Landes du Cragou et du Vergam[51], classées « Espaces remarquables de Bretagne[52] », à cheval sur les communes de Scrignac, Plougonven, Le Cloître-Saint-Thégonnec, qui appartient désormais pour sa majeure partie au département du Finistère, et organise des visites guidées liées à la protection de la nature et la découverte de l'environnement. Une politique de protection et de mise en valeur de ces espaces naturels grâce au fauchage régulier et au pâturage extensif des landes permet d'entretenir les hectares de molinie, de linaigrette et de bruyères (dont la callune) qui recouvrent le sol tourbeux, ainsi que des plantes plus rares comme les rossolis (plantes carnivores), les lycopodes inondés (fougères primitives), les orchidées ou les sphaignes de la Pylaie. Cet espace naturel abrite aussi une faune remarquable : le busard Saint-Martin (circus cyaneus) est l'oiseau (un rapace) le plus emblématique du site, mais aussi le busard cendré, le courlis cendré, l'engoulevent d'Europe, le faucon hobereau, etc.[53].

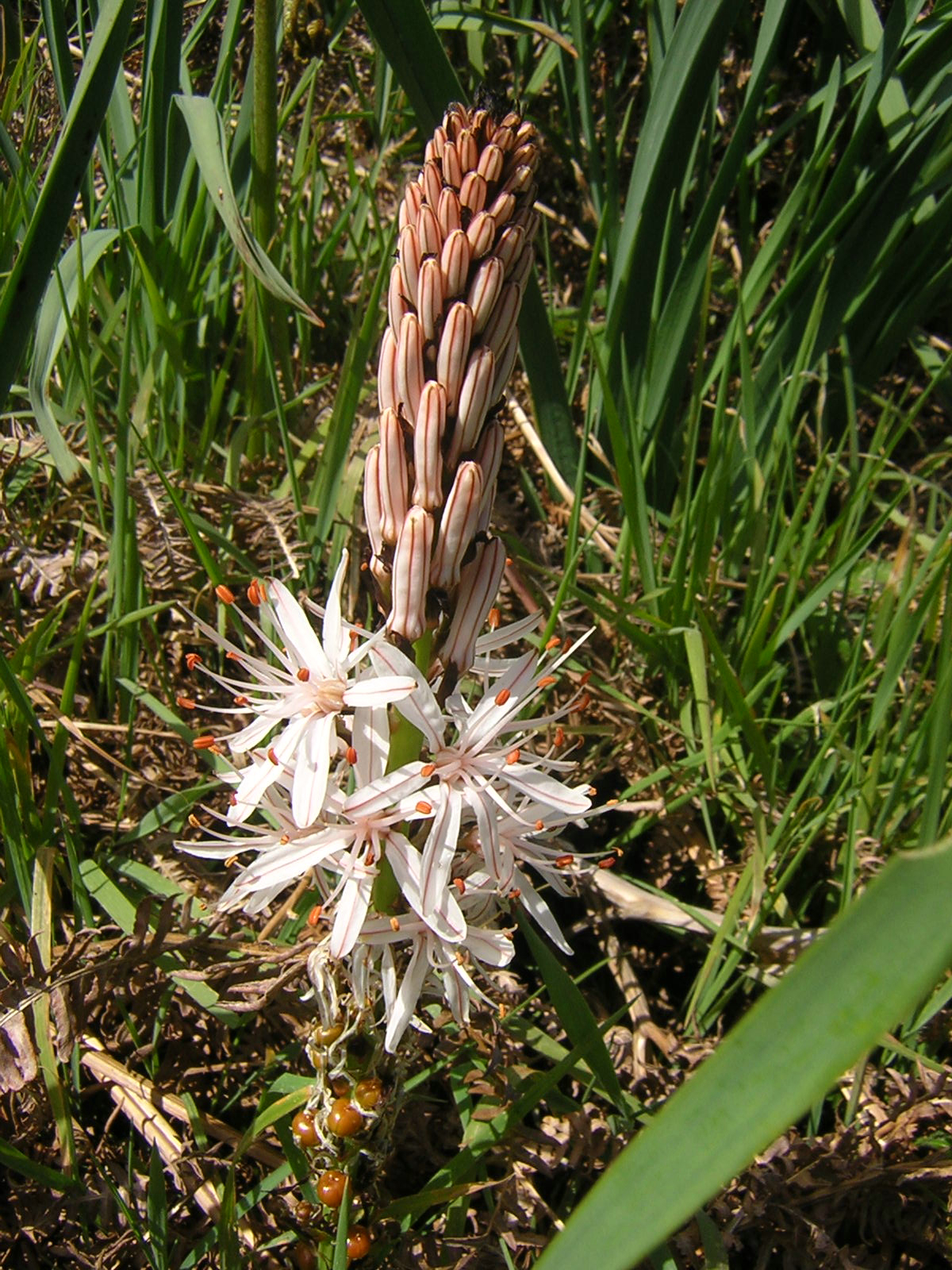
Asphodèle d'Arrondeau.

- La tourbière du Mendy[54] est à cheval sur les communes du Cloître-Saint-Thégonnec et Berrien. Les 110 hectares de tourbes ont une valeur biologique très élevée : des landes sèches et mésophiles qui abritent une espèce végétale protégée très peu commune en Finistère : l'asphodèle d'Arrondeau et de nombreuses autres espèces végétales et animales menacées dont des oiseaux nicheurs d'intérêt patrimonial comme le courlis cendré. C'est en 2003 qu'un arrêté de protection du site est pris par le préfet du Finistère.
- Le chaos granitique de Kermorgant[55].
- Maison du XVIIe siècle à Creac'h Ménory (transformée en gîte).

## Personnalités liées à la commune
- Jean-Marie Tourmen, meunier au moulin Queneuth en Le Cloître-Saint-Thégonnec, fut cuirassier dans la Grande Armée pendant le Premier Empire. Il écrivit de Varsovie une lettre à son père et tint un carnet de route pendant les 1 000 km de son retour entre Mayence et son moulin, au rythme de 25 km par jour. Par le hasard d'un héritage, il finit son activité professionnelle au moulin de Canhir en Pleyber-Christ[56].